# Инаугурация Теодора Рузвельта (1905)
Вторая инаугурация Теодора Рузвельта в качестве Президента США состоялась 4 марта 1905 года. Одновременно к присяге был приведён Чарлз Фэрбенкс как 26-й вице-президент США. Президентскую присягу проводил Председатель Верховного суда США Мелвилл Фуллер, а присягу вице-президента принимал временный президент Сената США Уильям Пирс Фрай.

## Инаугурационная речь
Рузвельт произнёс свою вторую инаугурационную речь оптимистическим тоном. Он говорил о прошлых успехах, но предупреждал, что любой успех в будущем придёт только с тяжелой работой. Он прокомментировал, что любой слабой нации нечего бояться США, но предупредил, что Америка не станет объектом наглой агрессии. Президент назвал важными хорошие отношения с миром, но наиболее важными — отношения между американцами. Он признал, что Отцы-основатели не могли предвидеть определённых проблем, которые преследовали нацию, но уверял, что это проблемы, с которыми сталкиваются все великие нации. Рузвельт признал, что индустриальный век затруднил американцам адаптацию к сложностям современной жизни, но заверил американцев, что технологические инновации принесли огромные изменения в повседневную жизнь. Он говорил о трудностях самоуправления и предупреждал, что если Америка потерпит неудачу, это потрясёт все свободные нации до основания. Рузвельт назвал это тяжелой ответственностью перед американцами, перед всем миром и перед будущими поколениями. Он не давал повода бояться будущего или невидимых проблем, но поощрял встречать их лицом к лицу. В заключении Рузвельт пояснил, что проблемы, стоящие перед американцами, отличаются от проблем Отцов-основателей, но настаивал на том, чтобы эти проблемы решались в том же духе.

## Галерея

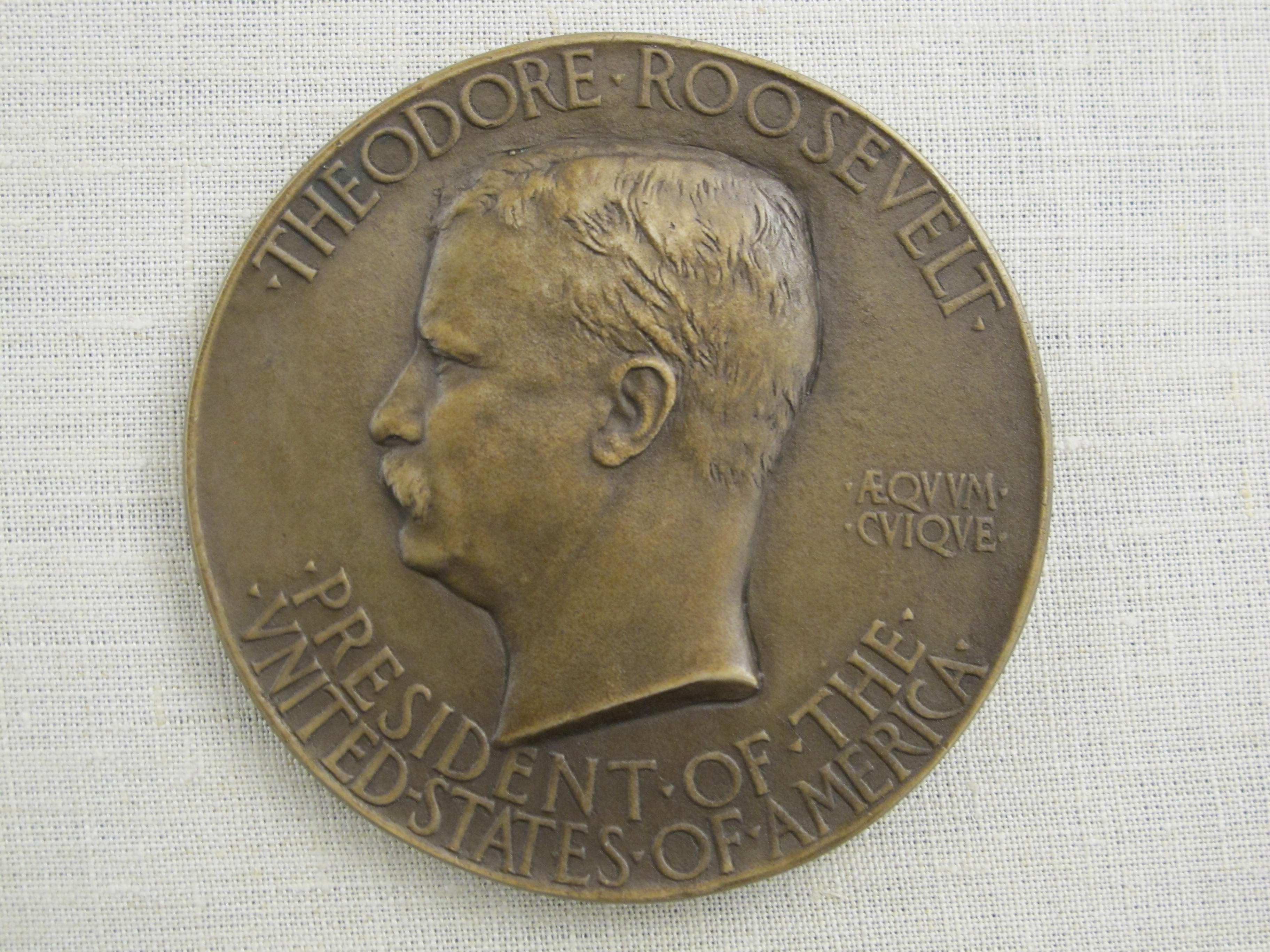
Президентская инаугурационная медаль Рузвельта
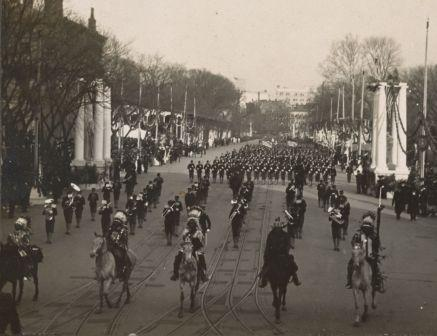
Инаугурационный парад
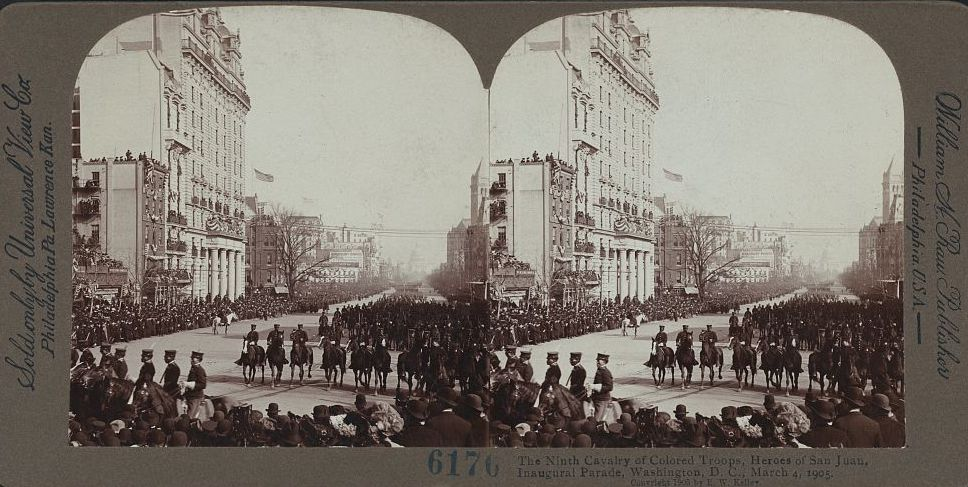